# Истинно-православная церковь Румынии
И́стинно-правосла́вная це́рковь Румы́нии — малочисленная неканоническая православная юрисдикция в Румынии, не состоящая в евхаристическом общении с официальной Румынской православной церковью и использующая в богослужении юлианский календарь.
2 мая 2008 года установлено евхаристическое общение с ИПЦ Греции (Синод Кирика). Создана комиссия о признании иерархии с Русской древлеправославной церковью.

## История
После того как в 1924 году иерархией Румынской Православной Церкви под давлением Константинопольского патриархата был принят новоюлианский календарь, наиболее консервативно настроенная часть православных верующих Румынии ответили на это протестом и неприятием новшества. Наиболее непримиримую часть противников нововведения возглавил иеромонах Гликерий (Тэнасе), оставивший Нямецкий монастырь вместе с некоторыми монахами.
Приблизительно в 1930 году от иеромонаха Гликерия отделился Гамалиил Папил (Gamaliil Papil). Причиной разделения стали воззрения на благодатность таинств. Гамалиил Папил считал, что новостильная церковь — это раскол без совершения в ней Таинств, в то время как Гликерий признавал таинства перешедшей на новый стиль Румынской церкви. Таким образом сложились две группы, образовавшиеся вокруг Гликерия и вокруг Гамалиила. Обе группы преследовались властями Румынии.
Церковная практика Гамалиила была довольно строгая: требовалось обязательное ношение бороды, делая снисхождение только для тех, кто работал на предприятиях, запрещавших ношение бород, и т. п. Он заново крестил всех приходящих из Румынской православной церкви, в отличие от Гликерия, который их только миропомазывал.
К о. Гамалиилу присоединяются монахи, постриженные до введения нового стиля, а также некоторые священники, приехавшие из-за границы: священники о. Иоанникий Дадеску, о. Геронтий Ионеску, о. Иоахим Таназ из Киева, о. Иоаким Перс, о. Мартиниан, о. Евстафий Андрееску, о. Филарет, афонский иеромонах Нифон (Мунтяну), иерусалимские священники о. Гимнасий Попа, о. Серафим.
Правительство Румынии юридически признало ИПЦ Румынии в 1946 году, когда одобрило её существование под именем «Cultul Ortodox Traditionalist». Год спустя, сторонники юридически оформились и последователи иеромонаха Гликерия под названием «Cultul Ortodox Pravoslavnic». Но эта законность была недолгой: в 1950 году обе группы были запрещены.
В 1950 году в юрисдикцию Гликерия (Тэнасе) был принят епископ Галактион (Кордун), который был лишён сана Румынской патриархией за преступления канонического и нравственного характера. Таким образом была восстановлена трёхчинная иерархия в данной группе старостильников.
В 1964 году из тюрьмы вышел епископ Виктор (Леу) Архивная копия от 7 апреля 2014 на Wayback Machine, рукоположённый по его словам в 1948 году епископами Русской православной церкви заграницей митрополитом Серафимом (Ляде), епископами Стефаном (Севбо) и Филиппом (Гарднером). Однако никаких письменных и документальных свидетельств об этой хиротонии не имеется. Весьма примечательно, что и сам Виктор (Леу) не имел грамоты, подстверждающей факт его епископской хиротонии. На короткое время присоединился к Слатиоаре. Через некоторое время епископы Слатиоары обвинили епископа Виктора в самозванстве.
Уйдя из Слатиоары, Виктор (Леу) приехал в Бухарест и оставался там под надзором полиции. Здесь к нему и обратились в том же 1964 году старостильники — монах Мина (Патраску) и иеромонах Климент. Придя к нему, они обсудили церковные и вероисповедные вопросы и нашли общее согласие в Исповедании Веры. Тогда епископ Виктор (Леу) согласился возглавить группу румынских старостильников, которая получила название Истинно-православная церковь Румынии, а себя провозгласил архиепископом Бухарестским. Он совершил в нарушении канонов единолично хиротонию афонского иеромонаха Нифона (Мунтяну) во епископа. В скором времени иеромонах Климент также был рукоположён в сан епископа. Спустя некоторое время ещё два монаха были рукоположены во епископов: Кассиан (Тимофте) и Геронтий (Унгуряну).
2 мая 2008 года иерархи Истинно-православной церкви Румынии вступили в общение с бывшим «матфеевским» митрополитом Кириком (Кондояннисом) (отделившемся от рукоположившей его иерархии в 2005 году). Причиной отделения Кирика от своего Синода стало то, что он поддерживал новое богословское учение (о Троице, как первой безначальной Церкви), которое Синод не поддерживал и считал (это учение) неподтверждённым святоотеческим авторитетом.

## Современное положение
Истинно-православная церковь Румынии состоит в общении с ИПЦ Греции (первоиерарх — митрополит Пахомий), ИПЦ России Архивная копия от 4 марта 2010 на Wayback Machine (первоиерарх — митрополит Серафим (Бонь)), ИПЦ Кипра (первоиерарх — митрополит Парфений), ИПЦ Кении (первоиерарх — митрополит Матфей (Муроки)) В настоящее время эту «ветвь» румынских старостильников возглавляют епископ Вранчский Геронтий и епископ Кассиан.
На конец 2000-х насчитывала около 4 тысяч верующих, три монастыря, 10 священников.